# Krzywa (województwo podkarpackie)
Krzywa – wieś w Polsce położona w województwie podkarpackim, w powiecie ropczycko-sędziszowskim, w gminie Sędziszów Małopolski.
| SIMC    | Nazwa           | Rodzaj     |
| ------- | --------------- | ---------- |
| 0660972 | Poręby Drugie   | przysiółek |
| 0660966 | Poręby Pierwsze | przysiółek |
| 0660943 | Zatybrze        | część wsi  |

W latach 1975–1998 miejscowość administracyjnie należała do województwa rzeszowskiego.

## Osoby związane z miejscowością
- Kazimierz Kowalski (1894–1919), rotmistrz Wojska Polskiego, kawaler Virtuti Militari.